# 天主教利奥波尔迪纳教区

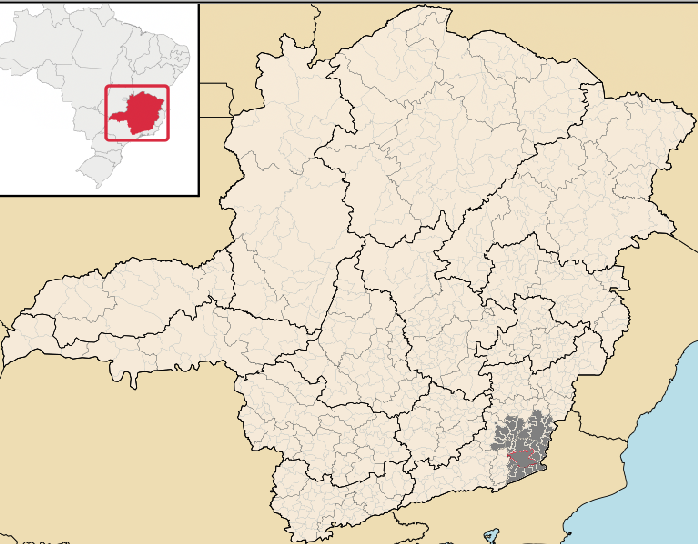
Diocese of Leopoldina.

Regional CNBB Leste 2.

天主教利奧波爾迪納教區（拉丁語：Dioecesis Leopoldinensis）是巴西一個天主教教區，位於米納斯吉拉斯州南部，包括三十二市。此教區屬茹伊斯迪福拉總教區。

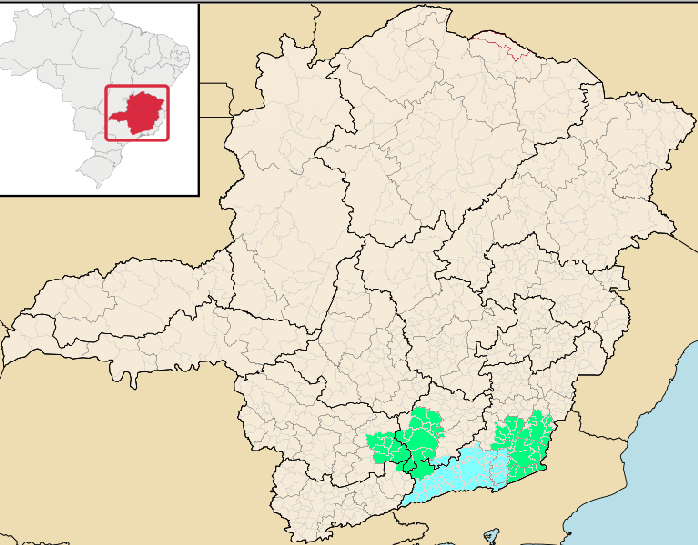
Ecclesiastical Province of Juiz de Fora.

教區成立於1942年3月28日。2004年有教友396,865人，佔總人口75.0%。有五十七個堂區、司鐸五十四人。現任教區主教為埃德松·若瑟·奧里奧洛-多斯-桑托斯。